# Embelia concinna
Embelia concinna là một loài thực vật có hoa trong họ Anh thảo. Loài này được Baker mô tả khoa học đầu tiên năm 1883.